# Silnice II/313
Silnice II/313 je silnice II. třídy, která vede z Dolní Dobrouče do Ostrova. Je dlouhá 11,5 km. Prochází jedním krajem a jedním okresem.

## Vedení silnice

### Pardubický kraj, okres Ústí nad Orlicí
- Dolní Dobrouč (křiž. II/360, II/314)
- Horní Dobrouč (křiž. III/31510)
- Ostrov (křiž. II/315)